# Aleksandr Woropajew
Aleksandr Siergiejewicz Woropajew (ros. Александр Сергеевич Воропаев; ur. 19 października 1993 w Omsku) – rosyjski siatkarz, grający na pozycji rozgrywającego. 
W czerwcu 2018 roku ożenił się z siatkarką Mariją Bibiną. Gra na pozycji libero.

## Przebieg kariery
| 2014–2015              | Jarosławicz Jarosław            |
| 2015–2016              | Dinamo Krasnodar                |
| 2016–2017              | Groznyj Grozny                  |
| 2017–2018              | Lokomotiw-Izumrud Jekaterynburg |
| 2018–2019              | Jarosławicz Jarosław            |
| 2019–2020              | Biełogorje Biełgorod            |
| 2020–2021              | Lokomotiw Nowosybirsk           |
| 2021–2022 (do 01.2022) | Neftjanik Orenburg              |
| 2022 (od 25.01.2022)   | Cerrad Enea Czarni Radom        |

## Sukcesy klubowe
Liga rosyjska:
- 2021